# Агансо, Давид
Давид Агансо Мендес (исп. David Aganzo Méndez; род. 10 января 1981, Мадрид) — испанский футболист, нападающий.

## Карьера
Давид родился в Мадриде, и стал выпускником молодёжной системы «Реала». Давид дебютировал в первой команде 20 февраля 2000 года в ничейном матче против «Валенсии» (1:1). Тем не менее, игроком команды Давид не стал и все четыре года пребывания в первой команде, отправлялся в аренды. Этими клубами стали «Эстремадура», «Эспаньол», «Реал Вальядолид» и «Леванте». И все же, участие в лига-чемпионском матче сливочных против «Русенборга», принесла Давиду медаль за победу в Лиге чемпионов в том сезоне.
Президент Ассоциации испанских футболистов.